# クキ・チン諸語
クキ・チン諸語（クキ・チンしょご、Kuki-Chin）は、シナ・チベット語族 (トランス・ヒマラヤ語族) チベット・ビルマ語派に属する言語群である。北東インド (アッサム州、ミゾラム州、マニプル州等)、ミャンマー (チン州、ラカイン州、ザガイン地方域、マグウェ地方域)、及びバングラデシュ (チッタゴン管区) で用いられている。ミゾ・クキ・チン諸語（Mizo-Kuki-Chin）やクキッシュ（Kukish）とも呼ばれる。話者には「クキ」「チン」いずれにも属さない民族集団も含まれるため、南部中央トランス・ヒマラヤ語族 (South-Central Trans-Himalayan) と呼ばれることもある。
クキ・チン諸族の大部分はインドのアッサム州で暮らすクキ族か、ミャンマーで暮らすチン族として知られている。なお、クキ・チン諸族の一部は、ナガ族としても分類されている。さらに、クキ・チン諸族はミゾ族（ルシャイ族）とは民族学的に異なる。
カルビ語がクキ・チン諸語と関連する言語であるか、あるいはクキ・チン諸語の1派であることには一般的同意が得られている。しかしながら、Thurgood の著作（2003）では、カルビ語はチベット・ビルマ語派に分類されていない。なお、ムル語はかつてクキ・チン諸語へ分類されていたが、現在はロロ・ビルマ諸語と関連の深い言語であると考えられている。

## 下位分類
クキ族やチン族が暮らす地域は、基本的に険しい丘陵や山岳に囲まれており、政情も不安定である。このため、クキ・チン諸語の分布状況は、他のチベット・ビルマ諸語と比べてもはっきりとしない部分が多い。従来提唱されてきたクキ・チン諸語の下位区分は、いずれも暫定的なものに過ぎない。
Peterson (2017) は、クキ・チン諸語を北西語群（Northwestern）、北東語群（Northeastern）、中央語群（Central）、マラ語群（Maraic）、南西語群（Southwestern）、南東語群（Southeastern）の6つに分類している。
- 北西語群: モンサン語（英語版）（Monsang language）、ラムカン語（英語版）（Lamkang language）アナル語（en:Anal language）など。
- 北東語群: テディム・チン語（英語版）(Tedim Chin)、ゾウ語（英語版）（Zo/Zou/Zome language）など。
- マラ語群: マラ語（en:Mara language）、ズィフェ語（en:Zyphe language）など。
- 中央語群: ミゾ語（en:Mizo language、ルシャイ語とも）、ハカ語（英語版）（ライ語とも）、ファラム語（英語版）、ボーン語（英語版）（Bawm language）、フマール語（en:Hmar language）、ランコール語（en:Hrangkhawl language）など。
- 南西語群: クミ語（英語版）（Khumi language）など。
- 南東語群: ショー語（英語版）（Sho language）など。

より古い文献においては、古態クキ語（Old Kuki）、北部チン語群、中央チン語群、南部チン語群という4分類も見られる。「古態クキ語」はPeterson (2017)の「北西語群」、「北部チン語群」は「北東語群」に概ね相当する。
Bradley (1997) は、マニプリ語（メイテイ語）もクキ・チン諸語に含めている。

## 祖語
VanBik (2009) は、比較方法を用いてクキ・チン諸語の祖語の再建を試みている。

## 類型論的特徴
他のチベット・ビルマ諸語と同様に、クキ・チン諸語は声調言語であり、SOV型を基本語順とする。名詞は後置修飾を受ける。
クキ・チン諸語は代名詞化言語（pronominalized language）であり、動詞には人称を表す接辞が付加される。同様の特徴は、ギャロン系諸言語やキランティ諸語、ヌン諸語やジンポー語等にも存在する。ただし、クキ・チン諸語における人称一致の体系は、これら他のチベット・ビルマ諸語とは独立に発達したものである。
多くのクキ・チン諸語において、動詞は2つの異なる語幹を持つ。両者は一定の文法的条件に応じて使い分けられる。以下の例文では、文の極性が語幹の区別に関与している。
チベット・ビルマ諸語にはしばしば、動詞に付いて動作の方向や様態を表す方向接辞が見られるが、これはクキ・チン諸語にも備わっている。